# Wenche Pruszyńska
Wenche Christiane Pruszyńska, także jako Krystyna Pruszyńska, z domu Grove-Prebensen (ur. 4 stycznia 1897 w Utnes k. Arendalu, zm. w listopadzie 1944 pod Warszawą) – polska hrabina, norweska tłumaczka i działaczka społeczna.

## Życiorys
Jej ojcem był norweski dyplomata i polityk Nikolai Christian Grove-Prebensen. W 1920 jej mężem został hr. Czesław Pruszyński (1890-1965), polski prawnik, dyplomata, heraldyk, który od czerwca 1919 do 1 kwietnia 1921 został mianowany posłem nadzwyczajnym i ministrem pełnomocnym w Christianii (Oslo). W pierwszej połowie lat 20. Wenche Pruszyńska została przełożoną norweskiego komitetu pomocy Polsce. Była także tłumaczką polskich utworów literackich na język norweski.
2 maja 1923 została odznaczona Krzyżem Kawalerskim Orderu Odrodzenia Polski „za zasługi, położone na polu pracy społecznej”, a także papieskim Krzyżem Wielkim Orderu Grobu Świętego.
W czasie II wojny światowej przebywała wraz z mężem w Warszawie. Zmarła w listopadzie 1944 na północ od zburzonej stolicy z powodu ran odniesionych w powstaniu warszawskim.
Małżeństwo Wenche i Czesława Pruszyńskich było bezpotomne.